# مجموعة فيليبى
.

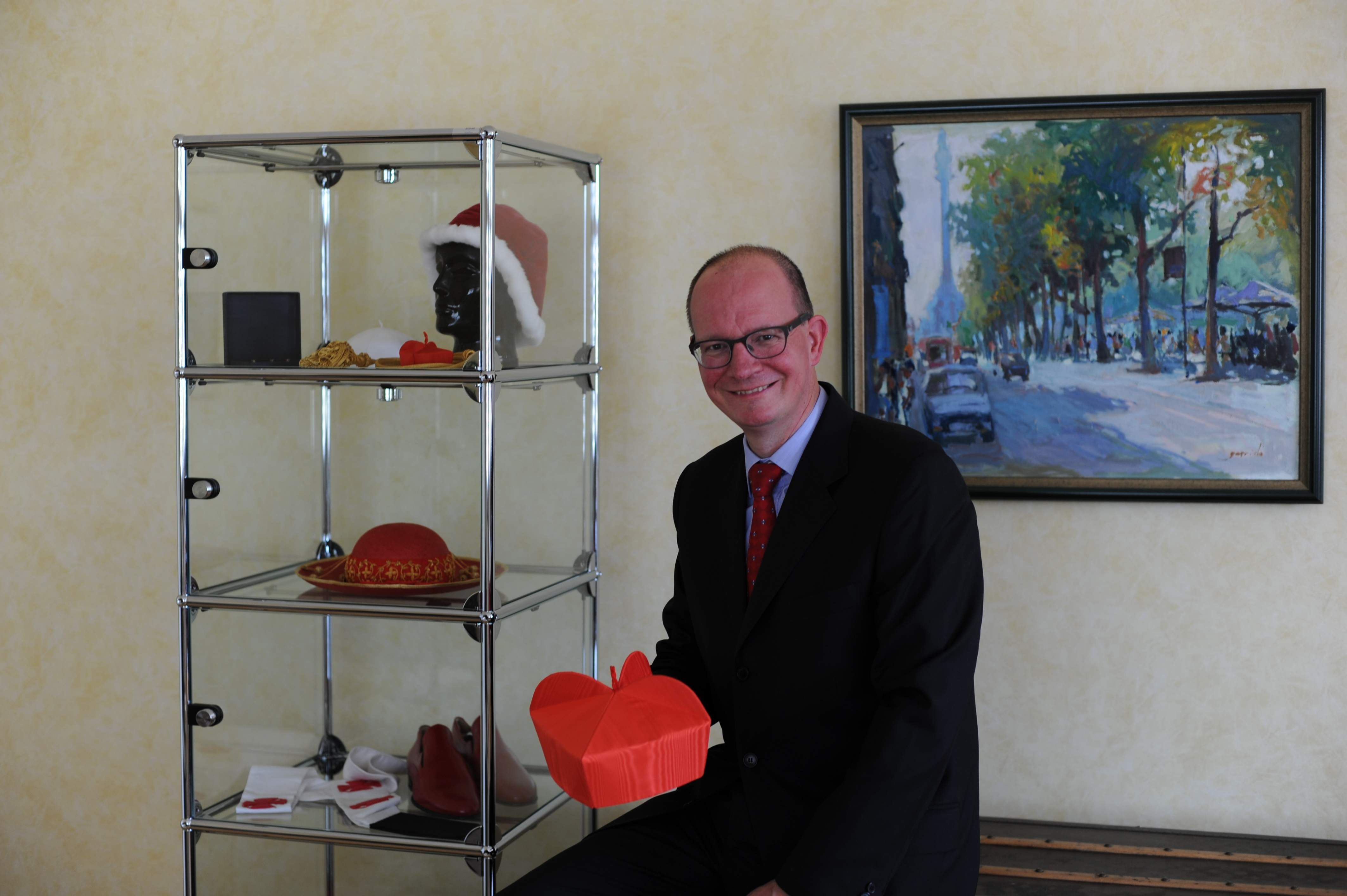
ديتر فيليبى بمجموعته الأولى وخامته الرئيسية من الحرير الأحمر بتأثيرات مادة الموهير المتموج

مجموعة فيليبى عبارة عن مجموعة من القبعات وأغطية الرأس ذات الصبغة العقائدية والدينية والروحانية.

## المجموعة

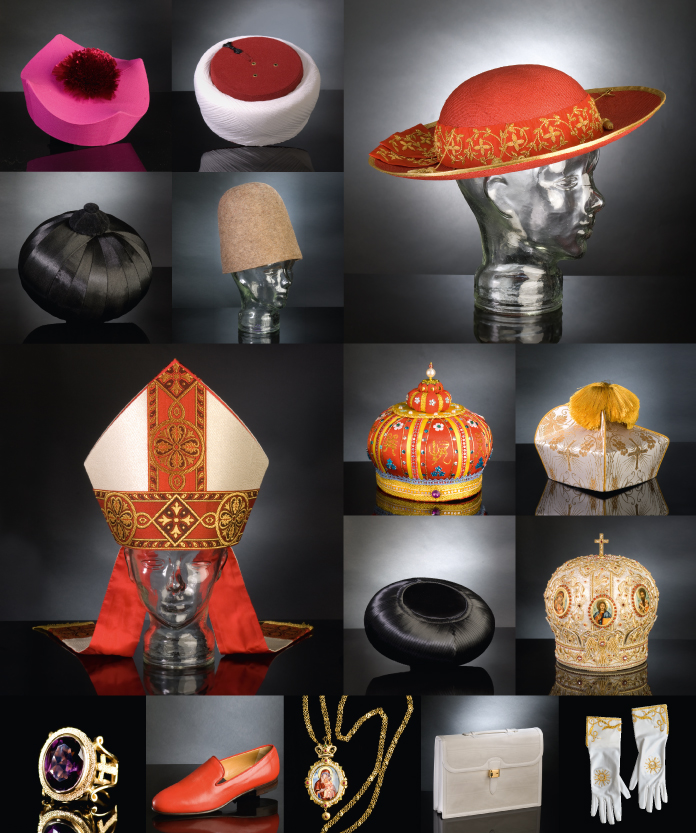
قطع من مجموعة فيليبى

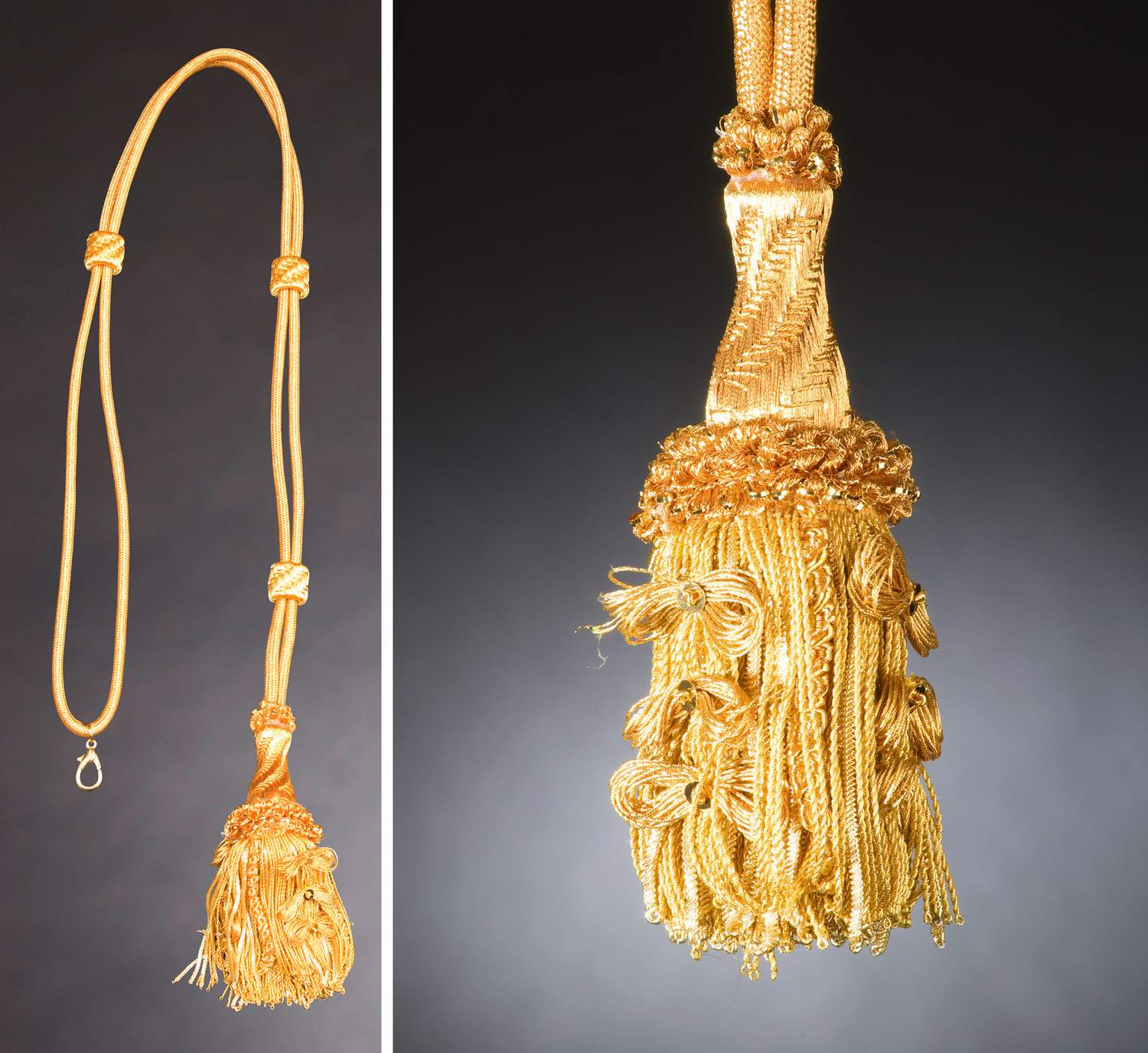
خيوط البكتورال الذهبية – كانت تٌرتدى في كنيسة البابا الكاثوليكية الرومانية

مجموعة فيليبى هي واحدة من العروض الخاصة لشركة ديتر فيليبى من مدينة ساربروكن وهو مدير إحدى شركات الاتصالات.
تربو قطع المجموعة عن 500 قطعة تتماشى في مجموعها مع عقائد المسيحية، الإسلام، اليهودية، طائفة كاو داي، شنتو، بوذية، السيخية، والتعميدات الكنسية، الصوفية، تجديدية العماد وغير ذلك من الطوائف والمجموعات الدينية.
بالإضافة إلى مجموعة متميزة من القطع الفاخرة المستخدمة في المجال الديني والكنسي مثل حذاء البابا والقفاز الكنسي والأرواب والصلبان وخواتم الأساقفة وقطع الخزف والبورسلين وأوشحة الكهنة إلى غير ذلك.
بالإضافة إلى ذلك تتضمن المجموعة 52 لونا من خيوط البكتورال، وجزء منها منتج يدويا وعلى هذه الخيوط والأشرطة الذهبية كان الباباوات والرهبان والأساقفة ورؤساء الأديرة يضعون الصلبان على صدورهم في الكنيسة الكاثوليكية الرومانية.

## الموقع
هذه المجموعة ليست متاحة للعرض العام حاليا ولكن بإمكان المهتمون زيارتها وتفقدها بعد الحجز تلفونيا. هذه المجموعة متواجدة في مدينة سارلاند.

## التصميم وطلب المجموعة
كان لأغطية الرأس هذه وظيفة وقائية في أول الأمر ومع مرور الزمن تحولت وظيفتها إلى وظيفة رمزية: فكانت علامة تميز الناس حسب أصولهم، (مجموعة سامفوند)، والمهنة والتبعية والتدرج الهرمي الهيراركية. إلى أن انتهى الأمر لتصبح وظيفتها الزينة.
مجموعة القبعات الدينية والروحانية هذه تمثل جزءًا صغيرًا من عالم تغطية الرأس، ويرتديها الوجهاء والأعيان ومن خلالها تُعرف منزلة الرجل وكذا أصله. كما أن لبعض هذه القبعات والأغطية وظيفة التزين والأبهة، وبخاصة إذا كانت مصنوعة من خامات ثمينة ونادرة وعالية القيمة والجودة أو إذا كانت من المعادن النفيسة والأحجار الكريمة. وقد عادت إليها مؤخرا وظيفتها الوقائية من جديد.

## المعارض
في الفترة من أكتوبر 2010حتى يوليو 2011: يعرض متحف الهيجين الألماني، دريسدن في معرضه الخاص " "Kraftwerk Religion
من مارس إلى أبريل 2011: خزانة ساربروكن، المقر الرئيسي في السوق الجديد.

## نماذج معروضة

قبعات وأغراض مختارة من مجموعة فيليبى
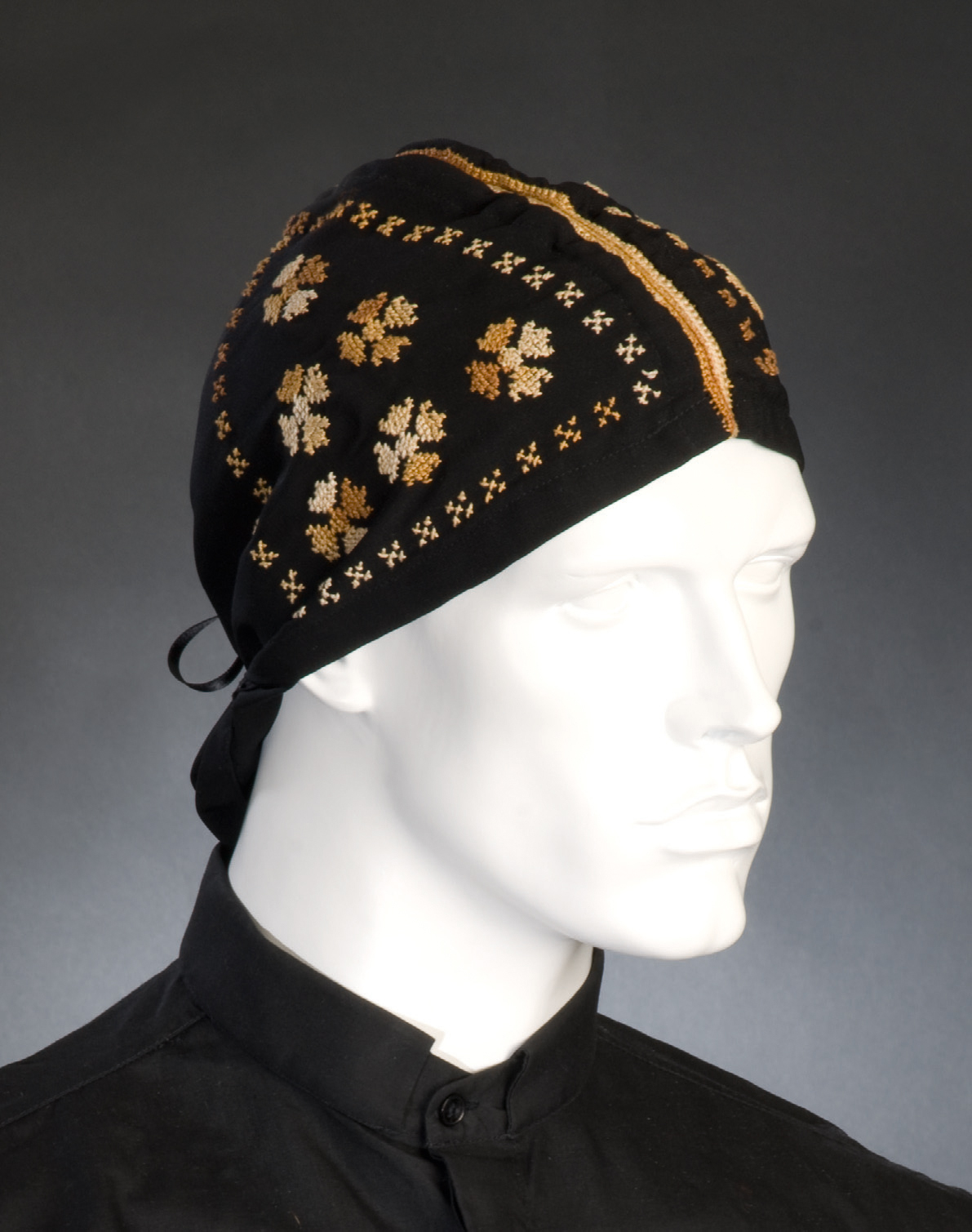
القلنسوة- غطاء كان يرتديه أساقفة وكهنة الأرثوذكسية القبطية الذين ينتمون إلى طائفة الرهبان.
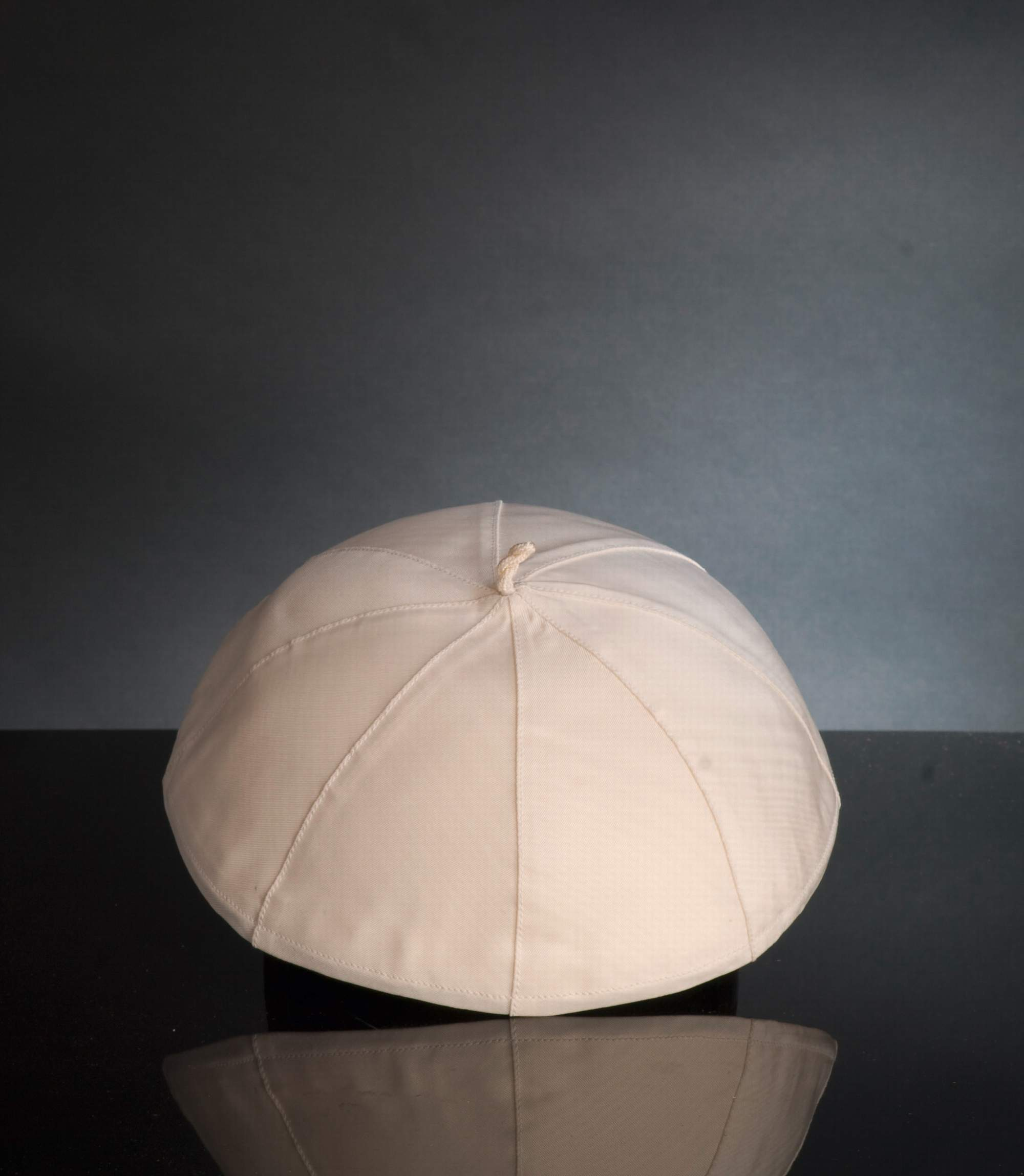
سولي ديو (قلنسوة – بليولوجى – قبعة صغيرة) - مصنوعة من الحرير الأبيض ويرتديها الباباوات.
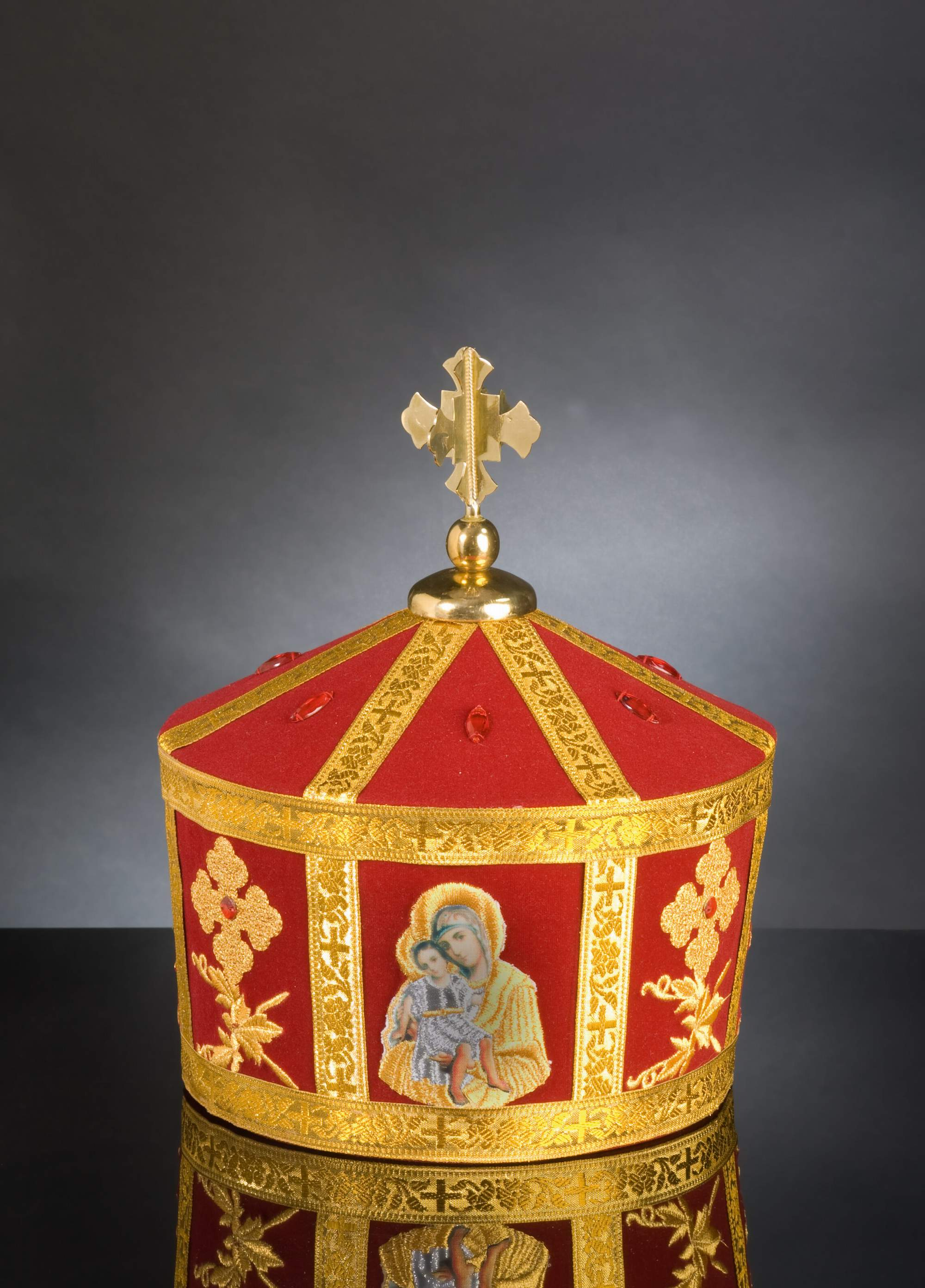
قبعة الساغارفارت- يرتديها الكهنة في الرسولية الأرمينية.
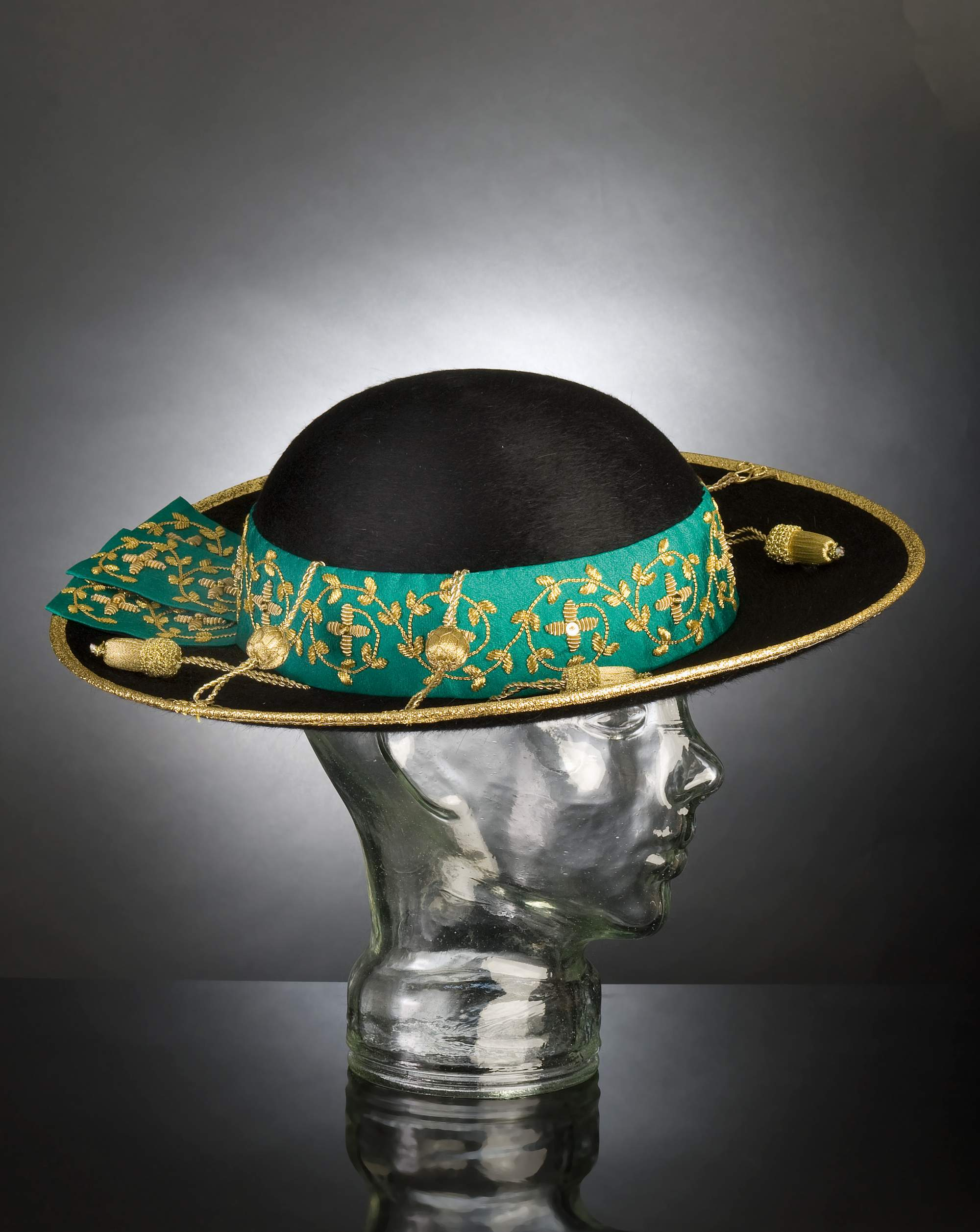
الساتورنو (كابيلورومان)نمط من قبعات الأساقفة المموجة والمطرزة بالذهب.
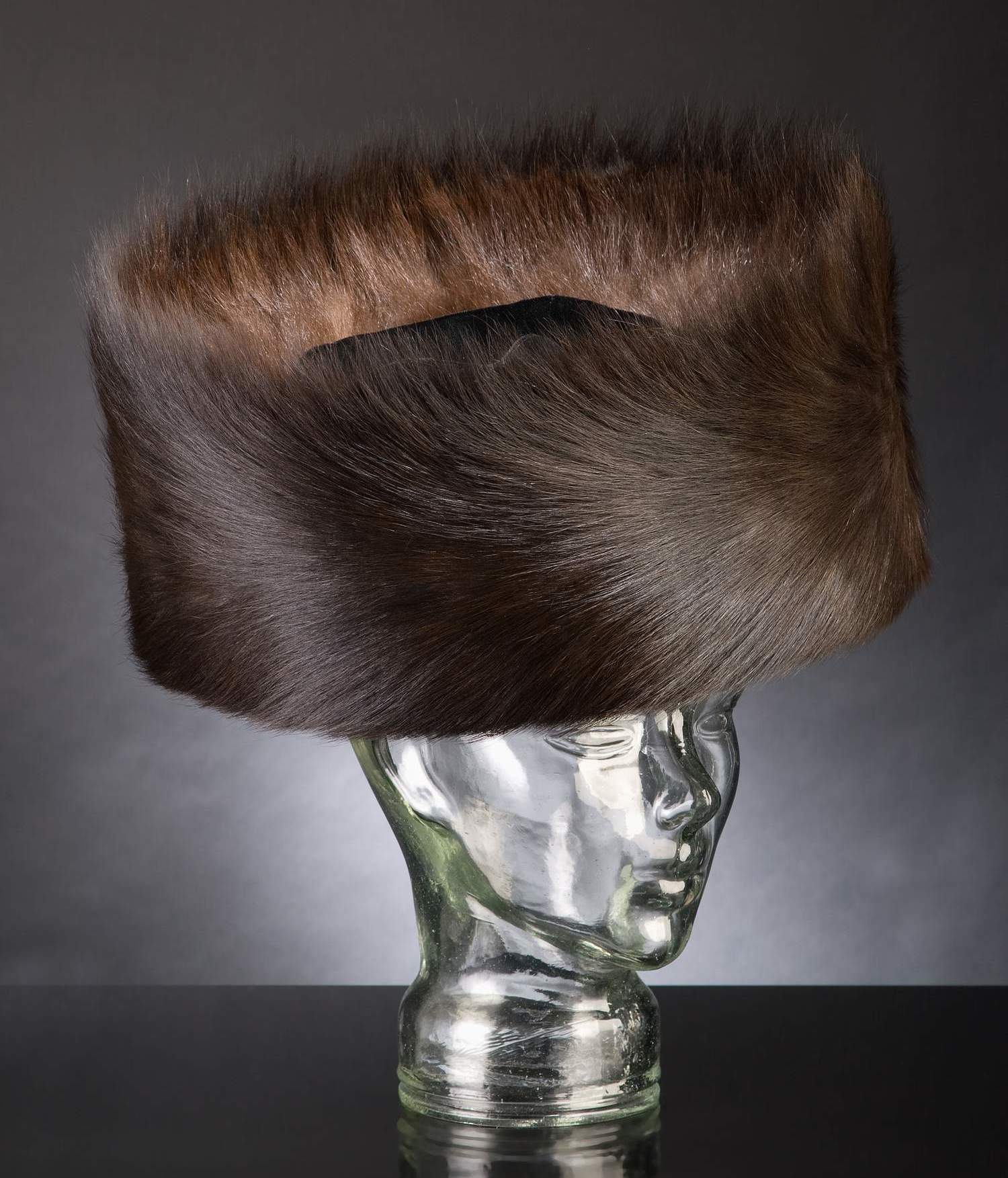
Schtreimelقبعة اشترايمل – قبعة صغيرة يرتديها متدينو اليهود وفي أيام السبت وفي أعيادهم
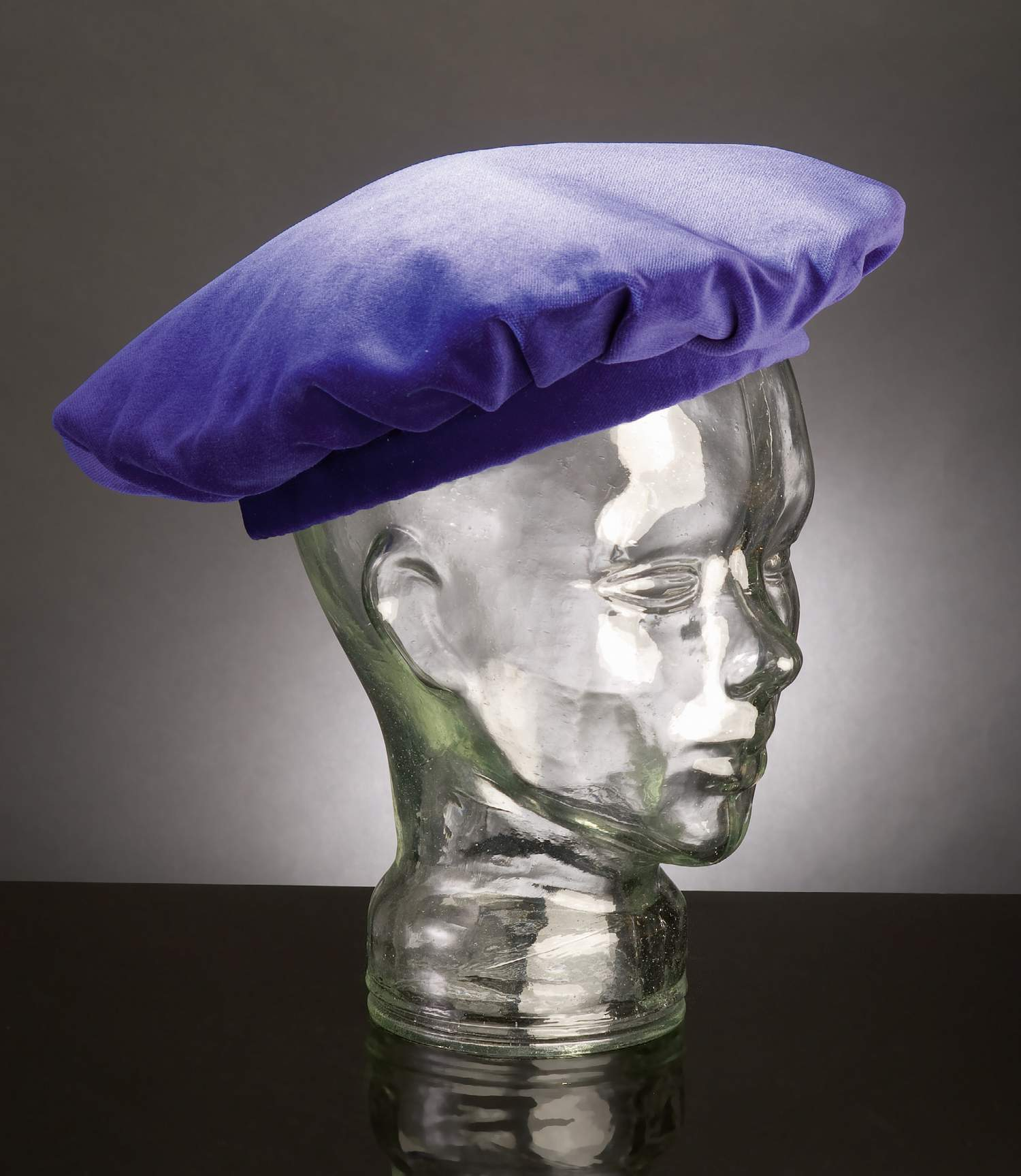
قبعة البيريه – يرتديها القديسون من الطائفة الپروتستانتية عند التعبد خارج الكنيسة
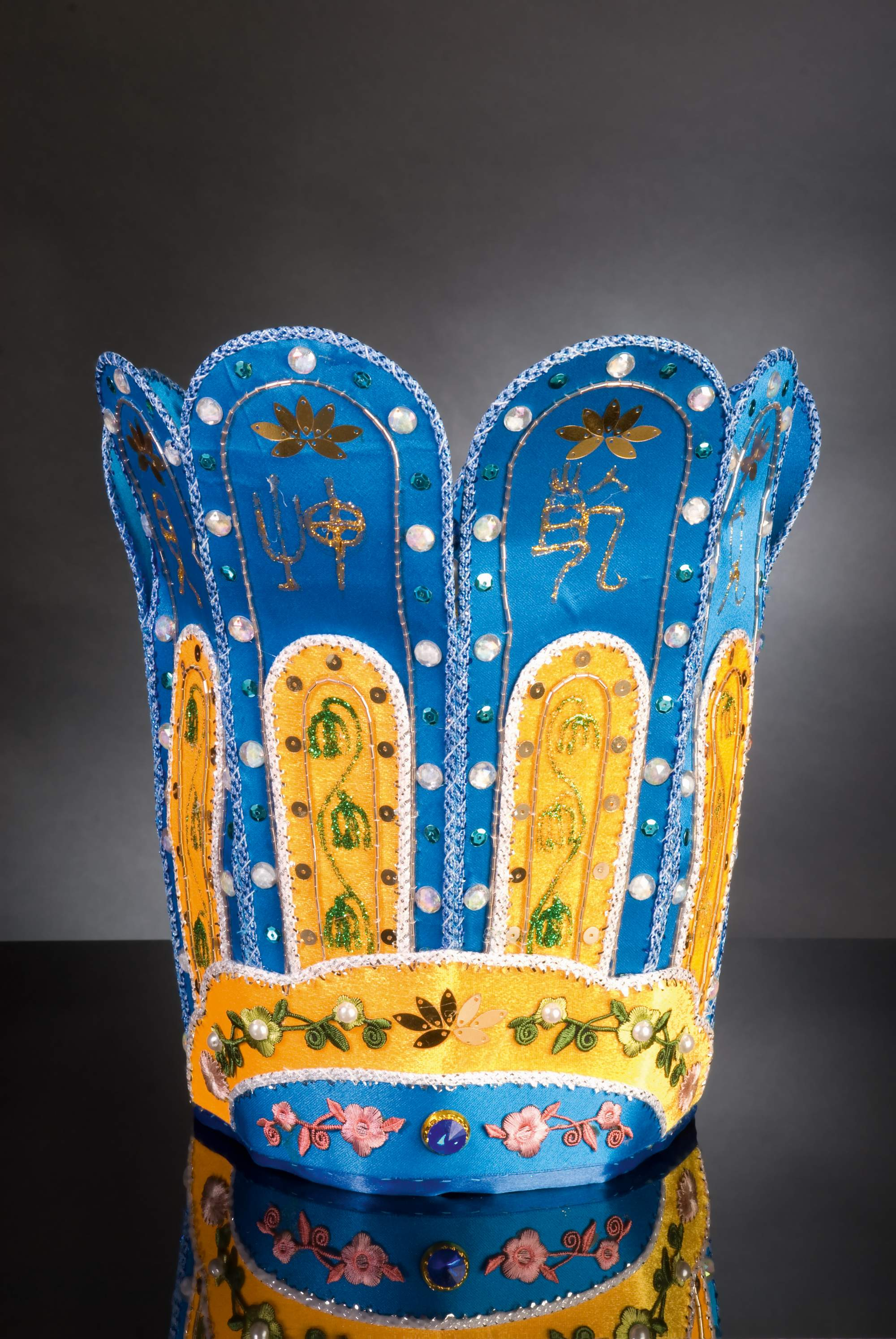
قبعة تام كوام ناو – زى الكهنة والكرادلة في الحزب الأزرق
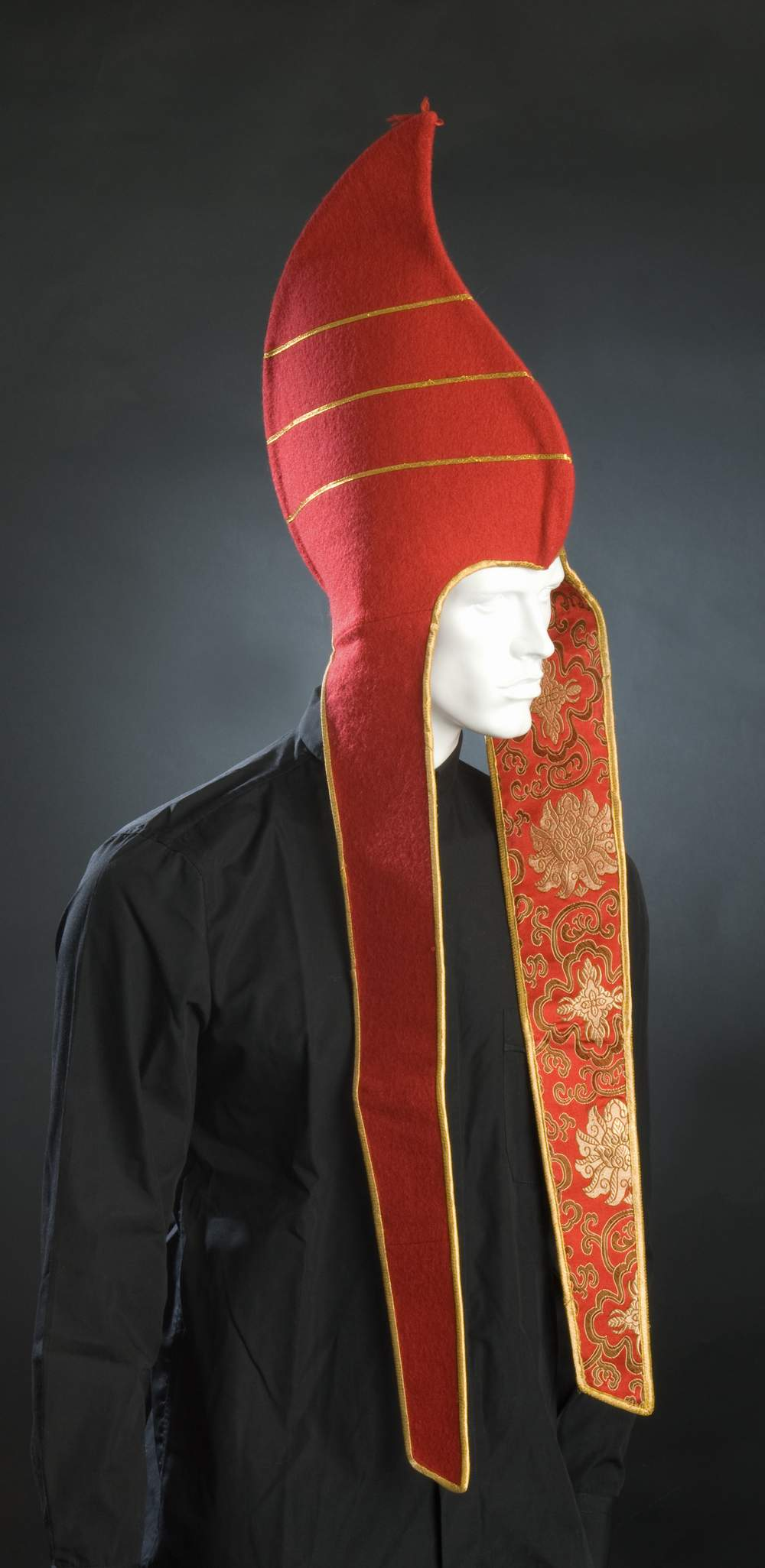
بان زفا (قبعة بأذنين طويلتين) يرتديها بوذيو التبت من أتباع مذهب النينجانا
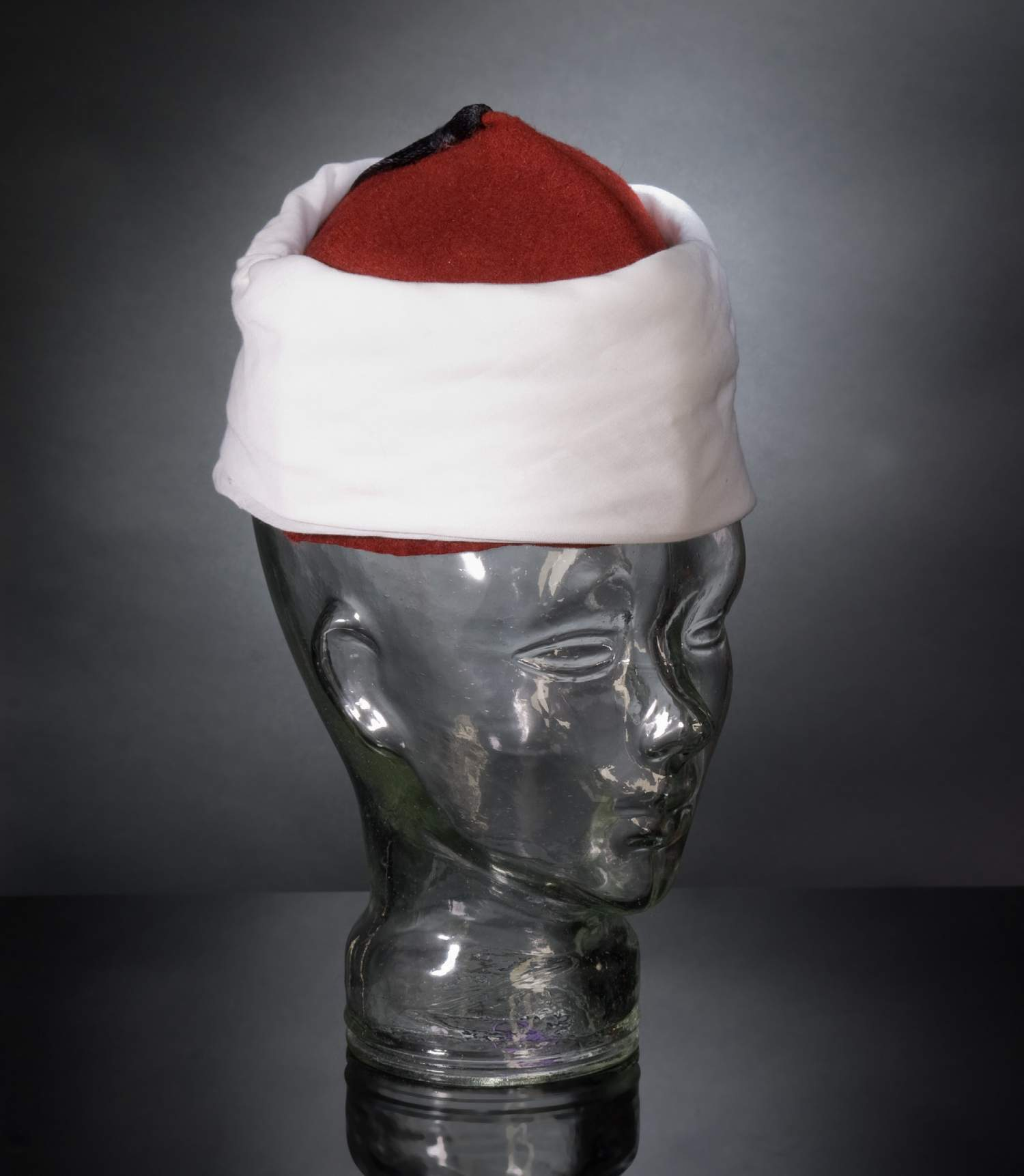
:القبعة الإمامية - يرتديها المسلمون وأئمة المساجد وبخاصة في مصر.
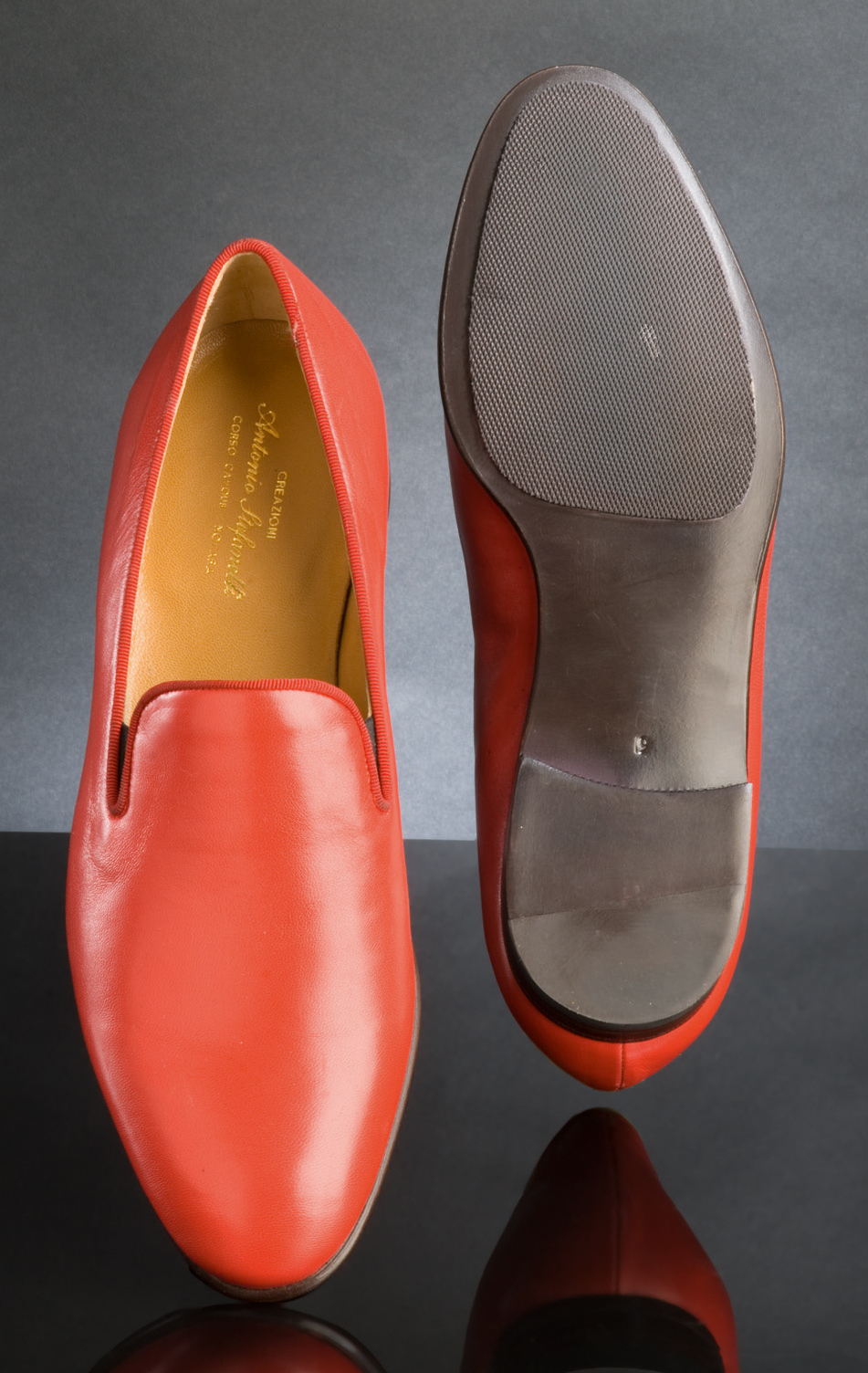
:القبعة الحمراء– صممها صانع الأحذية الكنسية أدريانو ستيفانيلى – كان يرتديها البابا بنديكت الخامس عشر

## مواقع إلكترونية
- الصفحة الرئيسية مجموعة فيليبى
- أخبار صحفية

49°17′10.932″N 7°13′17.076″E / 49.28637000°N 7.22141000°E
1. ↑  وصلة مرجع: https://www.tholey.de/sehenswertes/museum-sammlung-philippi/. الوصول: 15 مايو 2021. مسار الأرشيف: https://web.archive.org/web/20210515122207/https://www.tholey.de/sehenswertes/museum-sammlung-philippi/.
2. ↑  مذكور في: موقع رسمي.